# Palazzo Alliata di Pietratagliata
Il palazzo Alliata di Pietratagliata è un palazzo storico di Palermo situato in via Bandiera, nel Mandamento Castellammare.
Il palazzo fu fatto costruire dalla famiglia Termine nel XV secolo, che vendette il palazzo ai Marassi duchi di Pietratagliata nel 1748. Nel 1808 Maria Cirilla Marassi eredita il palazzo e successivamente sposa Luigi Alliata dei principi di Villafranca, appartenente a una delle famiglie siciliane più rappresentative dell'epoca che acquisisce il titolo di duca; da quest'ultimo discende Signoretta Alliata di Pietratagliata, l'attuale proprietaria, che ha sposato Biagio Licata di Baucina, erede dei Termine.

## Storia
Fondato plausibilmente nel 1473 da Antonio Termine, barone di Birrebaida, conserva nella torre originale quattrocentesca elementi gotico-catalani.
Nel palazzo sono comunque presenti diversi stili, che vanno dal tardo gotico al rococò sino ad arrivare al neoclassicismo e al neogotico. Diversi sono gli interventi che ha subìto nel corso del tempo: nel XVIII secolo venne fatto un primo intervento di restauro e ampliamento; in seguito, vennero eseguiti degli interventi in stile Rococò di tipo decorativo e realizzando degli affreschi sui soffitti.
Nei primi del Novecento, a partire dal 1908 (ma concretizzatisi tra il 1924 e il 1930), presero le mosse gli interventi volti a ripristinare il volto quattrocentesco dell'antica dimora, interessando gli ambienti interni e quelli esterni, eliminando i balconi barocchi, e dando quel gusto neogotico che ancora oggi si può osservare, su progetto dell'architetto Francesco Paolo Palazzotto (Palermo 1849 -1915), che seguì i lavori fino alla morte .

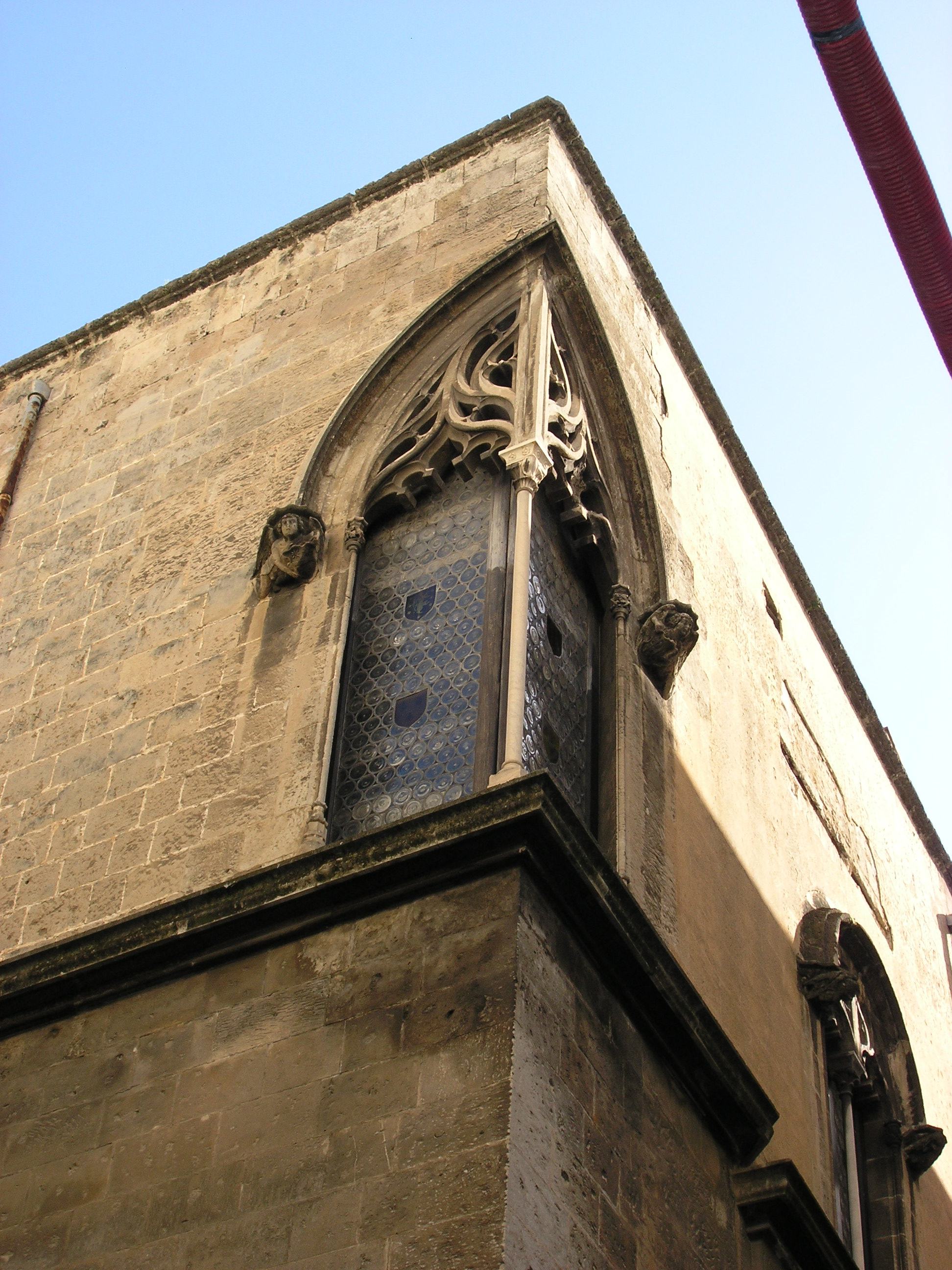
Il dettaglio della finestra

Di interesse le bifore originali nei soli archi sopracciliari come il portale, i saloni del piano nobile con affreschi di Vito d'Anna, e gli ambienti di rappresentanza. Tra questi la Sala del Quattrocento riconfigurata in stile neogotico tra il primo quarto e la metà del XX secolo sulla base dei progetti dell'architetto Francesco Paolo Palazzotto (Palermo 1849 -1915), autore anche della villa Alliata di Pietratagliata. Tra gli altri importanti architetti che hanno realizzato lavori nel palazzo si possono citare Ernesto Basile, autore di progetti che non hanno avuto alcuna esecuzione, come quello per il prospetto posteriore, e Francesco Valenti, quest'ultimo direttore dei lavori di ripristino della facciata sulla base del progetto di Palazzotto, modificato solo per la linea spezzata del cornicione (1924-1930).
Il Palazzo è abitato dalla Principessa Signoretta Alliata Licata di Baucina, sebbene abitato, è stato aperto al pubblico per visite di gruppo e per ospitare eventi.